# Хойна (Вонґровецький повіт)
Хойна (пол. Chojna) — село в Польщі, у гміні Ґоланьч Вонґровецького повіту Великопольського воєводства.
Населення — 226 осіб (2011).
У 1975-1998 роках село належало до Пільського воєводства.

## Демографія
Демографічна структура станом на 31 березня 2011 року:
|          | Загалом | Допрацездатний вік | Працездатний вік | Постпрацездатний вік |
| -------- | ------- | ------------------ | ---------------- | -------------------- |
| Чоловіки | 112     | 31                 | 68               | 13                   |
| Жінки    | 114     | 23                 | 66               | 25                   |
| Разом    | 226     | 54                 | 134              | 38                   |